# Princesa Kandarapa
La princesa Kandarapa, bautizada como Dolores de Lacándola, fue una princesa del Reino de Tondo durante la conquista española de Filipinas. Fue descrita como sobrina de Bunao Lakan Dula, rey de Tondo, ya que era hija de la hermana de Bunao Lakan Dula, la princesa Salanta, quien enviudó a una edad temprana. Recibió su nombre del pájaro Kandarapa, una alondra que frecuentemente se quedaba entre los arrozales, cuyos cantos imitaba con su hermosa voz. Su tío se resistió a convertirse al Islam y permaneció en la religión hindú-malaya de sus antepasados y, aunque Tondo era un reino más antiguo, cedió el poder a Manila, que se estableció como un estado satélite subordinado al Sultanato de Brunéi después de una invasión bruneana de Luzón. Lakan Dula, deseosa de forjar una alianza con el rajá de Macabebe, mucho más poderoso, Tariq Suleiman, prometió a su sobrina con el rajá de Macabebe, un arreglo que la princesa Kandarapa desaprobó porque ya tenía varias esposas de matrimonios anteriores como resultado de su religión islámica.
Pronto, sin embargo, el equilibrio de poder entre el estado de Manila y el reino de Tondo cambió con la llegada de los españoles, que habían zarpado de México, que estaban firmemente en contra de los intereses musulmanes ya que la España cristiana acababa de terminar la Reconquista en el siglo XIX. patria, expulsando a los habitantes de habla árabe del Emirato de Granada tras su invasión de ese reino musulmán español
Fue en este contexto, cuando Kandarapa se bañaba en el río Pasig con un séquito de sus sirvientas cuando se encontró con el conquistador español nacido en México, Juan de Salcedo. Mientras el resto de su séquito huía por temor al hombre, ella se quedó allí inmóvil mirando al otrora mexicano, mientras que el conquistador, en especie, también se quedó allí, 'apreciando' su figura femenina que por el color de su piel morena dorada insinuaba mestizaje. presente en sus apartes del malayo nativo (del norte de la India, debido a la religión hindú de Tondo y del este de Asia debido a los vínculos comerciales con el Lejano Oriente), después de contemplarla brevemente, se excusó cortésmente para hacer un recado

## Romance con la conquistador Juan de Salcedo
Las leyendas populares locales y un relato escrito por Don Felipe Cepeda, el ayudante de Salcedo, que regresó a Acapulco, cuentan que después de la conquista española de Luzón con la ayuda de mexicanos y visayanos, y su consiguiente toma de control del estado del delta del río Pasig de Hindu Tondo, que fue el anterior estado preeminente en Luzón antes de que el Sultanato de Brunéi estableciera su reino títere, la Manila islámica, para suplantar a Tondo, Juan de Salcedo, que entonces tenía unos 22 años, se enamoró de Dayang-dayang, de 18 años ( "Princesa") Kandarapa, llamada así por la alondra de los campos de arroz, cuya canción imitaba con su hermosa voz, se decía que era la sobrina de Lakandula, Tondo's Lakan (" Gobernante supremo "). Juan se enamoró, al ver la feminidad de su figura mientras ella y sus doncellas se bañaban en el río Pasig . Su amor estaba completamente en contra de los deseos de sus antepasados, ya que Lakan Dula quería que su sobrina, Dayang-dayang Kandarapa, se casara con el rajá de Macabebe, lo que Kandarapa no quería porque ya estaba casado varias veces con otras mujeres debido a sus costumbres islámicas. ; y Miguel López de Legaspi querían que su nieto mexicano, Salcedo, se casara con una española pura. El rajá de Macabebe que se enteró del romance en ciernes del rajá Soliman, un rajá musulmán de Manila, se enfureció y gritó:

"Que el sol parta mi cuerpo en dos, que se lo coman los cocodrilos, y mis mujeres me sean infieles, si alguna vez me hago amigo de los españoles.!"
(طارق بن زياد )Tariq Suleyman, Rajah de Macabebe

Tariq Suleyman luego libró la Batalla de Bangkusay contra los españoles, para contrarrestar lo cual, Miguel López de Legaspi envió a Martín de Goiti y Juan de Salcedo al campo de batalla donde mataron a Tariq Suleyman con un cañonazo en el pecho, cayendo por la borda a ser devorado por los cocodrilos por los que juró. Posteriormente, los españoles se vieron sobrecargados de botín y prisioneros. Entre los detenidos estaban el hijo y el sobrino de Lakandola, a quienes Legaspi liberó mientras ocultaba su conocimiento de los rajás de la traición de Tondo. De Goite navegó hasta Bulakan a través de los tortuosos canales del Pampanga, trayendo consigo a Lakandola y Raja Soliman para instar a los habitantes a que se sometieran. Legaspi encarceló a Lakandola después de que regresara a Tondo sin autorización a pesar de su elocuencia al persuadir a los otros datus para que se unieran a los españoles. Cuando de Goiti y Salcedo regresaron, por supuesto, Salcedo solicitó la libertad de Lakandola y fue puesto en libertad.
Posteriormente Juan y Kandarapa se casaron en secreto, Juan y Kandarapa intercambiaron cartas y anillos, con la esperanza de que el futuro resuelva sus problemas y les brinde felicidad. Fray Alvarado rápidamente catequizó y bautizó a Kandarapa, junto con muchos otros miembros de la familia de Lakandula, y le dio a Kandarapa el nombre cristiano de Dolores. Kandarapa envió un mensaje a Salcedo dentro de un racimo de flores de loto blanco (La flor de loto es la flor más sagrada en el misticismo tántrico ya que es pura y hermosa a pesar de crecer del barro de su entorno. Es simultáneamente un símbolo principal del dios hindú Vishnu y también está asociado con el budismo zen . ). Sin embargo, la princesa Kandarapa pensó erróneamente que Salcedo le había sido infiel como resultado de la desaprobación de Miguel de Legaspi que envió a su nieto a expediciones lejanas para disuadir su amor por Kandarapa, e incluso mintió que su nieto se casó con la hija del Rajá de Kaog., Santa Lucía. Entonces, ella murió de un corazón roto. Al regresar de sus campañas, Salcedo se enteró de su muerte y, sin embargo, conservó su señal de fidelidad hasta el final. Se dice que cuando murió en Ilocos, tenía en el bolsillo del pecho, las hojas secas de las flores de loto que le dio Kandarapa. Este romance, tal como lo registró Don Felipe Cepeda en México, fue recogido por el jesuita catalán Rev. Padre José Ibáñez, que publicó este romance en España.